# Mosambik-Buntbarsch
Der Mosambik- oder Weißkehl-Buntbarsch (Oreochromis mossambicus, Syn.: Sarotherodon mossambicus, Tilapia mossambica) ist eine Fischart aus der Familie der Buntbarsche (Cichlidae), die im südöstlichen und südlichen Afrika vorkommt. Sein Verbreitungsgebiet umfasst den unteren Sambesi und unteren Shiré, den Limpopo und die Gewässer der Küstenebene vom Sambesidelta bis zur Algoa-Bucht bei Gqeberha in Südafrika. Als Speisefisch wird er in Aquakulturen in vielen anderen Ländern gezüchtet, ist in vielen Ländern entkommen und hat frei lebende Populationen gegründet. Die Art zählt zu den 100 gefährlichsten Neobiota weltweit.

## Merkmale
Oreochromis mossambicus kann maximal 39 cm lang und über 1 kg schwer werden. Sein Körper ist von Cycloidschuppen bedeckt und gemäßigt hochrückig, die Körperhöhe beträgt 36 bis 49,5 % der Standardlänge. Der Kopf erreicht bei Weibchen 32,3 bis 37 % der Standardlänge, bei Männchen ist er etwas länger (34 bis 39 % der Standardlänge). Die Oberseite des Kopfes wird von relativ großen Schuppen bedeckt, zwei zwischen den Augen, gefolgt von einer Reihe von neun Schuppen bis zum Beginn der Rückenflosse. Die Schnauze ist lang, besonders ältere Männchen entwickeln eine deutlich zugespitzte, entenschnabelartige Schnauze mit einem konkaven Schnauzenprofil und vorstehenden Zähnen. Die Kiefer sind mit drei bis fünf Reihen schlanker Zähne besetzt. Bei Jungfischen sind die Zähne der äußeren Reihe zweispitzig, die der inneren Reihen dreispitzig. Mit fortschreitendem Wachstum werden die Zähne der äußeren Reihe durch einspitzige Zähne ersetzt, bei sehr großen Individuen können auch die der inneren Reihen einspitzig sein. Die Zähne auf der Pharyngealia sind sehr fein und zugespitzt. Bei ausgewachsenen Fischen ist der unbezahnte Bereich der Pharyngealia länger als der bezahnte. Die Anzahl der Rechen auf dem unteren Kiemenbogenknochen liegt zwischen 14 und 20.
- Flossenformel: Dorsale XV–XVIII/10–13, Anale III/7–12.
- Schuppenformel: SL 30–32, 2–3 Schuppenreihen auf den Kopfseiten.
- Wirbel: 28–31.

Jungfische sind silbrig mit 6 bis 7 Querbändern und drei Flecken auf den Flanken. Ein hell umkränzter Tilapiafleck zeigt sich bis zu einer Länge von 8 cm. Ausgewachsene Weibchen und Männchen, die keine Brut bewachen, sind silbrig-oliv oder tief blaugrau. Ihre Querbänder sind verschwunden oder in drei oder vier Flecken auf den oberen Körperseiten und zwei bis fünf an den mittleren Körperseiten aufgelöst. Rücken- und Schwanzflosse haben rote Ränder. Brütende Männchen sind schwarz bis blauschwarz, mit einer weißen Kopfunterseite, einer scharlachrot geränderten Rücken- und Schwanzflosse und roten Brustflossen.

## Lebensweise
Der Mosambik-Buntbarsch kommt in Süß- und Brackwasser vor allem in geschützten Flussmündungen und Küstenseen vor. Bekannt ist er aber auch aus marinen Lagunen und Atollen. Er meidet schnell fließende Gewässer, Gewässer in großer Meereshöhe, große Seen und offene Flussmündungen. Er kann auch mit einem niedrigen Sauerstoffgehalt des Wassers auskommen.
Normalerweise wird der Mosambik-Buntbarsch mit 15 cm Länge geschlechtsreif, Kümmerlinge, die unter schlechten Bedingungen aufwachsen, können sich schon im Alter von zwei Monaten bei einer Länge von 6 bis 7 cm fortpflanzen. Wie alle Oreochromis-Arten ist der Mosambik-Buntbarsch ein ovophiler Maulbrüter, bei dem das Brutgeschäft nur vom Weibchen ausgeübt wird. Die Fruchtbarkeit ist hoch.
Der Mosambik-Buntbarsch gilt als aggressiver Raubfisch, der andere Fischarten jagt.